# 渡辺洋香
渡辺 洋香（わたなべ ようこ、1967年2月1日 - ）は、女性プロ雀士（最高位戦日本プロ麻雀協会所属)。
友人である漫画家倉田真由美の作品『だめんず・うぉ〜か〜』（扶桑社）に登場するヨーコ会長としても有名。その他麻雀プロ以外に、著書やヘアヌード写真集、Vシネマ主演等があり、活動は多岐にわたっていた。しかし2006年に自らの雀荘「fairy」をオープンして以降は、ほぼ、そちらに専念するようになった。

## プロフィール
- 出身地：大分県別府市
- 血液型：B型
- 身長：153cm
- スリーサイズ：B82、W56、H82

写真集発売時（2004年）に『だめんず・うぉ〜か〜』などで30代であることがほのめかされている。

## 主な経歴
- 裕福な家庭に育つ。
- 大分県立別府青山高等学校卒業。
- 高校一年生の頃、麻雀を始める。
- 1997年 アルバイト先の雀荘のオーナーでプロ雀士の河本智彦に勧められプロテストを受験、最高位戦日本プロ麻雀協会にトップ合格し麻雀プロになる。
- 2002年 初代女流最高位となる。
- 2007年 はこパラ・オータムカップ優勝。
- 2011年 第３回μレディースオープン優勝。

## 著作
- ヨーコ会長の恋愛勝負（2003年9月10日、文藝春秋）ISBN 978-4163652900・・・自伝、本書でバツイチであることをカミングアウトした。

### 共著
- 倉田真由美『くらたま&ヨーコの恋愛道場~教えて!10人の達人たち~』（2004年3月5日、白夜書房）ISBN 978-4893679215・・・対談集。

### 監修
- やさしくわかる麻雀入門―楽しみながら覚えよう!（2004年12月21日、成美堂出版）ISBN 978-4415029771

### 写真集
- 服を着させてください（2004年9月28日、アスペクト、撮影：野村誠一）ISBN 978-4757210691

## 主な出演作品

### テレビ番組
- モンド21麻雀プロリーグ（MONDO21）

### オリジナルビデオ
- 女猫雀士 雀奴 闘牌伝説（2003年7月11日、ケンメディア）監督:内藤忠司- 主演[2]